# Azochis
Azochis és un gènere d'arnes de la família Crambidae. El gènere va ser creat per Francis Walker el 1859.

## Taxonomia
- Azochis camptozonalis Hampson, 1913
- Azochis cirrhigeralis Dognin, 1908
- Azochis curvilinealis Schaus, 1912
- Azochis cymographalis Hampson, 1918
- Azochis ectangulalis (Hampson, 1913)
- Azochis essequibalis Schaus, 1924
- Azochis euvexalis (Möschler, 1890)
- Azochis gripusalis Walker, 1859
- Azochis mactalis (C. Felder, R. Felder & Rogenhofer, 1875)
- Azochis oncalis Schaus, 1912
- Azochis patronalis (Möschler, 1882)
- Azochis pieralis (Walker, 1859)
- Azochis rufidiscalis Hampson, 1904
- Azochis rufifrontalis (Hampson, 1895)
- Azochis ruscialis (Druce, 1895)
- Azochis trichotarsalis Hampson, 1918